# Fred Schneider
Fred Schneider (ur. 1 lipca 1951 w Newark) – amerykański wokalista i jeden z założycieli (obok Cindy Wilson, Keitha Stricklanda, Kate Pierson i Ricky’ego Wilsona) amerykańskiego zespołu nowofalowo-rockowego The B-52’s. Gra też na instrumentach perkusyjnych. Znany jest również z działalności solowej (album Fred Schneider & The Shake Society (1984)) oraz radiowego show Party Out Of Bounds.